# Цветомир Панов
Цветомир Божидаров Панов е български футболист. От 10 януари 2019 г. е играч на Черно море (Варна). Бивш състезател на Националния отбор на България до 19 г. Изявява се предимно като десен краен бранител.

## Състезателна кариера
В продължение на три сезона за Спартак (Пловдив) Панов записва 49 мача в шампионата на Б група. Избран е за Футболист №1 на Плевен за 2008 година. На 19 януари 2009 подписва тригодишен договор с Литекс. Неофициален дебют за отбора прави на 3 февруари 2009 г., когато на подготвителния лагер в Анталия „оранжевите“ побеждават в контрола вицешампиона на Китай ФК Шанхай Шънхуа с 5:1. Официалният му дебют е на 13 юни 2009 в последния 30-кръг на А футболна група, когато „оранжевите“ побеждават като гости Спартак (Варна) с 4:0. Състезава се предимно за дублиращия състав на ловчанлии.
В периода между 2006 и 2008 г. Панов е част от юношеския национален отбор на България, с който взима участие на Европейското първенство за юноши до 19 г. 2008 в Чехия. 
Шампион с дублиращия отбор на Литекс за Сезон 2009/10. През сезон 2010-11 е отдаден под наем до края на сезона на Видима-Раковски (Севлиево). В отбора от Севлиево Панов играе редовно и през първия полусезон записва 10 срещи без смяна. През сезон 2013-14 година носи екипа на елитния тогава Любимец 2007. От 2014 до 2016 г. е състезател на Славия (София). От 2016 до 2018 г. е състезател на Ботев (Пловдив).

### „Лудогорец"
Дебютира за „Лудогорец" в ППЛ на 27 февруари 2018 г. при победата в Пловдив срещу Ботев (Пловдив) с 3-1. Дебютира за „Лудогорец II" във Втора ПЛ на 7 април 2018 г. при победата в Разград срещу Царско село с 3-2.

## Успехи

### „Ботев" (Пловдив)
- Купа на България: 2016/17
- Суперкупа на България: 2017

### „Лудогорец" (Разград)
- Шампион на България: 2017/18
- Суперкупа на България: 2018